# Крестовоздвиженская церковь (Васильево)
Крестовоздвиженская церковь (тат. Хач торгызу чиркәве, Xaç torğızu çirkäwe) — православный храм в посёлке Васильево Зеленодольского района Татарстана, построенный в 1872 году.

## История
В 1870—1872 годы на средства Раифского монастыря и по проекту техника Казанской губернской земской управы И. П. Александрова в посёлке Васильево был построен небольшой каменный однопрестольный храм Воздвижения Креста Господня. Инициатором строительства церкви выступил настоятель Раифского монастыря архимандрит Варлаам. В 1907—1908 годы к храму были пристроены приделы в честь святителя Николая Чудотворца и мученика Арефы, возведённые на средства владельца Васильевского стекольного завода П. М. Богданова и казанского купца Л. А. Матвиевского. Также в этот период был надстроен четверик. Своим расширением храм обязан профессору Казанской духовной академии, видному знатоку старообрядчества и противораскольнической полемики Николаю Ивановичу Ивановскому, чей сын, иерей Евгений Ивановский, в то время был священником Крествоздвиженской церкви. Среди событий истории храма следует отметить совершение в нём литургии святым праведным Иоанном Кронштадтским 12 июля 1897 года.
В 1938 году храм был закрыт, в здании располагался кинотеатр. В 1990 году храм был вновь передан верующим. Главный престол был освящён в 1991 году, а в 1993 году — придел в честь святителя Николая. С 1998 года при храме действует воскресная школа. 30 октября 2010 года освящён третий придел храма в честь Казанской иконы Божией Матери. В настоящее время богослужения совершаются в субботние, воскресные и праздничные дни.
Начало вечернего богослужения в 16:00, утреннего — в 08:00.
Настоятель — протоиерей Олег Батаев.

## Архитектура
Стилистически храм является примером эклектики русского направления. Приподнятый четверик имеет четырехскатную кровлю. Над ней на глухой граненой шейке крупная глава, увенчанная простым крестом на яблоке. Четверик и маленькая трапезная обстроена симметричными боковыми приделами. Полукруглая центральная апсида с обеих сторон соседствует с апсидами приделов. Нижние прямоугольные проемы храма богато украшены опоясанными романскими пилястрами, под окнами полоса поребриков, в завершении наличников двойные полукруглые кокошники перебивают фриз с поребриком. Колокольня ярусная.